# Заболотский, Владислав Владимирович
Владисла́в Влади́мирович За́болотский (21 марта 1911, Уни, Вятская губерния — 12 октября 1986, Киров) — русский советский поэт, переводчик, журналист, редактор. Председатель областного правления Союза писателей (1948). Главный редактор Кировского книжного издательства, Кировского отделения Волго-Вятского книжного издательства.

## Биография
Владислав Заболотский родился 21 марта 1911 года в с. Уни Вятской губернии в семье судебного следователя. Отец, Владимир Никитич Заболотский, имел высшее юридическое образование и был назначен на эту должность императором по представлению министра юстиции, а также он являлся статским советником. Мать, Любовь Константиновна, работала библиотекарем, была дочерью руководителя почты в Слободском. 
Школу второй ступени Владислав окончил в 1928 году в Слободском. Писал стихи, участвовал в школьном литкружке и редколлегии стенгазеты. В 1928 году организовал в Слободском литературную группу начинающих поэтов, в 1929 году подготовил к печати первый сборник литгруппы «Молодость», в 1930 году — второй. Всего вышло четыре сборника. Литгруппа объединяла около 100 литераторов. 
В 1929-30 г.г. — студент заочного литературного отделения отдела распространения художественных знаний Государственной Академии художественных наук по циклу
теории литературных форм. Работал в музее местного края лаборантом-экскурсоводом, с 1930 года — литсотрудником, затем — ответственным редактором газеты «Ленинский путь». Публиковался в журнале «Натиск» (Горький), горьковской газете «Смена», газете «Красный кожевник» (Вахруши), «Вятская правда» (Горький), «Юный пахарь» (Вятка).
Как член пленума правления краевой писательской организации в 1934 году В. Заболотский принимал участие в работе краевого съезда писателей в Горьком.
В октябре 1935 года Владислав Владимирович переехал на работу в Киров, работал в редакции областной газеты «Комсомольское племя», затем в газете «Кировская правда». Руководил Кировскими литературными объединениями, одно из которых «Зелёная улица». Литобъединение «Зелёная улица» было создано в 1926 году, в состав входили А. Мильчаков, М. Решетников, С. Шихов, Н. Васенев, И. Франчески, К. Дрягин, К. Алтайский (Королёв) и др. Был выпущен сборник «Цветы панелей», посвящённый беспризорным детям. 4 января 1926 года литобъединение «Зелёная улица» провело вечер памяти Сергея Есенина в городском театре, в итоге оно было распущено горкомом ВКП(б), "за взгляды, ориентирующие молодежь на поэзию Есенина и Клюева" и "за написание упаднических "богемских" стихов". В 1938 году его товарищи по «Зелёной улице» были репрессированы, проходили по делу «Литературной группы», которое было сфальсифицировано работниками управления Комитета государственной безопасности СССР по Кировской области. Заболотский фигурировал в деле, но за отсутствием состава преступления  избежал ареста.
Из допроса М. Решетникова :
Собирались у Б. Дьякова — я, Алдан, Лубнин, Мильчаков, Заболотский. Пили вино, играли в карты. Мильчаков в карты не играл. Алдан рассказывал о хулиганских похождениях своего друга П. Васильева…
С 1946 года — член Коммунистической партии.
В 1948 году — председатель областного правления Союза писателей.
Первая книжка «Наш календарь» (для детей) вышла в 1955 году, а в 1958 году был издан сборник лирических стихов и переводов «Ветер весны». В этом же году Владислав Заболотский был принят в Союз журналистов СССР.
В дальнейшем Владислав Заболотский сотрудничал с редакциями центральной газеты «Литературная газета» и «Литературная Россия». Работал в Кировском книжном издательстве, в Кировском отделении Волго-Вятского книжного издательства. Отредактировал и подготовил к печати множество коллективных сборников и авторских книг писателей-земляков.
Переводил стихи удмуртского поэта Ивана Дядюкова, поэта республики Коми Бориса Палкина, марийского поэта Миклая Казакова и др.
Принимал участие вместе с другими писателями в декадах литературы и искусства.
Владислав Заболотский — автор нескольких книг, многочисленных публикаций в сборниках и периодических изданиях.
Умер В. В. Заболотский 12 октября 1986 года в Кирове.

## Цитаты
Уроки Заболотского помнят все — это не преувеличение! — все, кто сегодня не только в Кирове, но и в области пытается работать в поэзии. Когда он был секретарём молодёжной газеты, а после — секретарём областной газеты “Кировская правда”, он не столько по долгу службы, сколько по призванию встречался с молодыми авторами, не жалея времени, беседовал с ними и помогал ощутить свои слабые и сильные стороны, понять, что такое истинная поэзия. 
— Овидий Любовиков

Он тоже писал стихи. Ему за 70, мне около 20. Шли долго. И, не смотря на его почтенный возраст, говорили почти не прерываясь. Я впервые слышал, о необыкновенном влиянии поэтического слова на формировании идеи победы народной силы, что публикация литературного произведения это, прежде всего поступок, который сравни с твоим поведением в той или иной ситуации… Как будто он думал, что я могу понять то, что понимать приходится до сих пор. 
— Александр Вепрёв

## Память
- К 100-летию В. В. Заболотского вышла книга «Человек с весною в сердце» (Киров, 2011), включающая его стихи (в том числе переводы), статьи о литературе, театре, книгоиздании, дневниковые записи, а также воспоминания о нём[9].